# Beastie Boys
Beastie Boys fue una banda estadounidense de hip hop fundada en 1981 en Brooklyn, Nueva York. Comenzaron tocando hardcore punk en sus primeras grabaciones para la discográfica independiente Ratcage Records de David Parsons. Habiendo asimilado la cultura callejera de la gran manzana desde 1983 comenzaron a experimentar con hip hop y hacer rap. También han editado discos basados en el funk y el jazz y es frecuente que en sus discos de hip hop incluyan rock o punk o algún corte acústico. También son conocidas las actividades de turntablism y de producción musical de sus miembros. Según Mike D., Beastie quiere decir: Boys Entering Anarchistic States Towards Internal Excellence.[cita requerida]
El grupo fue fundado por Michael Diamond (Mike D), Adam Horovitz (Ad-Rock) y Adam Yauch (MCA) †. Aunque otros músicos han formado parte del grupo como Kate Schellenbach (batería) y John Berry † (guitarrista), que estuvieron en la formación antes al grabar su primer disco, el Hardcore punk "Pollywog Stew" en el sello independiente de punk Ratcage Records en 1981. En 1983, demuestran sus primeros coqueteos con el Hip Hop, en su EP "Cooky Puss". Uno de los temas de ese disco, el semi dub "Beastie Revolution", significó un golpe de suerte inesperado al ganar una demanda de $40.000 a la British Airways por usar la canción sin permiso para un anuncio.
En el año 2012 fueron incluidos en el Rock and Roll Hall of Fame.
La revista Rolling Stone los posicionó en el puesto #77 en su lista "100 Greatest Artist of All Time"; siendo unos de los pocos artistas de Hip hop en estar en ese prestigioso listado. A su vez, la misma revista calificó su álbum "Licensed to Ill" en el puesto #48 en su lista de los 100 mejores álbumes debut de todos los tiempos. Han sido comparados en algunas ocasiones con los grupos de hip hop Cypress Hill, House of Pain, The Pharcyde y hasta con la banda de Rap metal, Rage Against the Machine por su estilo similar musicalmente con aquellos grupos.

## Historia
Su primer álbum de Hip-hop fue producido por el legendario productor de rap y Heavy metal, Rick Rubin. Este fue "Licensed To Ill" de 1986 (Def Jam Records), que llegó a ser el primer disco de rap en ganar multiplatino, debido en gran parte a la enorme popularidad de sus temas "Fight For Your Right (To Party)", "No Sleep Till Brooklyn" (con la colaboración del guitarrista del grupo thrash metal, Slayer, Kerry King) y el más electro "Brass Monkey". El disco significó una revelación de malas actitudes adolescentes esparcidas por la letra y el videoclip del "Fight For Your Right" (número 11 en Reino Unido), y un manifiesto uso samples de cualquier fuente, desde Led Zeppelin al tema del programa televisivo Mr. Ed. Lo paradójico es que, si bien ganaron una demanda por expropiación ilícita de uno de sus temas a la compañía aérea británica (el caso de Beastie Revolution), ellos mismos serían una de las primeras víctimas en el mundo del hip hop en ser demandados por los artistas sampleados (en su caso fueron demandados por el músico funk Jimmy Castor por el uso sin permiso de su "Return Of Leroy" en el tema "Hold it Now, Hit It!").
El tremendo éxito de su debut rapero derivó en giras exitosas pero muy polémicas que incluían strippers danzando enjauladas, MCA lanzando chorros de cerveza, mientras el "logo de Volkswagen" colgando como collar de Mike-D motivó una "ola de delincuencia juvenil" de personas atacando automóviles de la compañía alemana por toda Inglaterra. Por aquel entonces tuvieron como DJ a un miembro de Original Concept y parte del stuff de Run-DMC a Wendell Fite alias "DJ Hurricane". También colaboraban en ese tiempo con Run-DMC y Public Enemy.
Aparte de la mala fama que se estaban ganando, que les sirvió para alimentar su estatus de "Rock stars", los Beasties se enfrentaron a graves fricciones con su sello Def Jam y especialmente con Russell Simmons por "contratos impagados" y mala gestión de royalties, lo que los llevó a comienzos de 1988 a retirarse de la compañía discográfica que albergaba también a estrellas del cada vez más popular mundo hip hop como LL Cool J, Public Enemy y Slick Rick con quienes compartieron escenarios de EE. UU., Europa y Japón en el "Def Jam Tour" de 1987.
La migración de sello (a Capitol Records) y de lugar (de Nueva York a Los Ángeles) más el nuevo sonido hip hop emergiendo dio sus frutos en el álbum Paul's Boutique lanzado en 1989, aún señalado como una de las más complejas obras de la era del sampling, desbordando funk y psicodelia por todos lados. Distinto también eran sus líricas que reflejaban una fijación ecléctica de temas donde simbolizaban su visión de la vida en las calles: de la novela La naranja mecánica de Anthony Burgess a los "Tres Hebreos" del Antiguo Testamento. La producción de este disco estuvo de la mano de The Dust Brothers, que para ese entonces se estaban convirtiendo en un apreciado equipo de producción para otras estrellas como Tone Loc, Young MC, etc.

## Década de los 90
Terminado el estudio propio llamado "The G-son", el disco de 1992 "Check Your Head", vio el retorno parcial de sus raíces hardcore punk, sampleando menos y volcándose a un formato de guitarra, batería, bajo; además de tornamesas de la mano de DJ Hurricane y el sabor "retro" de los teclados de Mark "Nishita" Ramos y la excelente ayuda en producción de Mario Caldato Jr., un ingeniero que conocieron de la época del "Paul´s Boutique". "So Whatcha Want" es el sencillo más destacado de este álbum de sonido más crudo.
En 1994 se fundó la Fundación Milarepa de la mano de un ahora budista Adam "MCA" Yauch (los 3 son de origen judío), con el propósito de promover la liberación del Tíbet de la mano de la República Popular China. Ese mismo año sale a la luz el más exitoso álbum a nivel mundial de la banda, "Ill Communication", que contó con la participación de otros artistas como Biz Markie (quien también hace una pequeña aparición en "Check Your Head"), Q-Tip de A Tribe Called Quest, Eric Bobo (percusión, hijo del salsero Willy Bobo y miembro también de Cypress Hill), Amery Smith (AWOL, batería) y de nuevo la coproducción de Caldato. Destacaron de este disco "Sure Shot", "Root Down", "Get It Toghether" (junto a Q-Tip), el místico "Shambala" y los instrumentales "Ricky's Theme" y "Sabrosa".
Pero fue el vídeo dirigido por Spike Jonze para el corte hardcore punk, "Sabotage" el que impactó con su homenaje a las series policiales setenteras como Starsky & Hutch.
En 1998 lanzaron Hello Nasty, con 22 pistas de hip-hop, rock, soul, bossa nova, entre otros ritmos. La banda estuvo de gira ese mismo año y ganó dos premios Grammy: Mejor interpretación de música alternativa y Mejor interpretación rap por un dúo o grupo. Una gira programada para el año 2000 fue cancelada después de que Mike D resultara herido de gravedad en un accidente de bicicleta.

## Años 2000
Cada vez más activos en asuntos políticos, organizaron un concierto benéfico por las víctimas de los atentados del 11 de septiembre de 2001 y publicaron una canción de protesta contra la guerra de Irak junto a Edwin Starr. Después como cabeza de cartel del Festival de Música y Artes de Coachella Valley el grupo lanzó su primer material en seis años "To the 5 Boroughs (Number One, 2004)".
Para entonces, los Beasties ya son considerados toda una institución en la edad de oro del hip-hop y el rock alternativo. Tres años más tarde regresan con un álbum completamente instrumental, The Mix-Up, que ganó un Grammy por Mejor álbum de pop instrumental.
En julio de 2022, se dio a conocer que una calle de Nueva York recibiría el nombre de la banda. Dicha calle se encuentra en el Lower East Side, en la esquina de Ludlow Street y Rivington Street.

## Hot Sauce Committee Part Two
El 27 de abril de 2011 publican su octavo y último álbum de estudio, Hot Sauce Committee Part Two: el álbum estaba previsto para ser lanzado el 15 de diciembre de 2009 con el título Hot Sauce Committee Part One, ya que era parte de una serie de dos discos. Su lanzamiento se retrasó después de que a Adam Yauch le fuera diagnosticado cáncer. Tras dos años de retraso solo fue publicado el segundo álbum y no se conocen planes de publicar la primera parte, especialmente a la luz de la muerte de Yauch.

### Muerte de Adam Yauch
El 4 de mayo de 2012, se informó del fallecimiento de Adam Yauch, uno de los fundadores de la banda, a la edad de 47 años debido al cáncer que padecía en la parótida.

## Miembros
- MCA – voces, bajo (1981-2012; fallecido en 2012)
- Mike D – voces, batería, percusión (1981-2012)
- Ad-Rock – voces, guitarras y programaciones en caja de ritmo y sampler (1982-2012)

 Ex-Miembros 
- John Berry – Guitarras (1981-1982; fallecido en 2016)
- Kate Schellenbach – Batería, Percusión (1981-1984)

 Miembros de apoyo 
- DJ Double R – DJ (1984-1985)
- Doctor Dré – DJ (1986)
- DJ Hurricane – DJ (1986-1997)
- Mix Master Mike – DJ, tornamesas, coros (1998-2012)
- Money Mark (Mark Ramos-Nishita) – teclados, coros (1992-2012)
- Eric Bobo – percusión (1992-1996)
- AWOL – batería, percusión (1994-1995)
- Alfredo Ortiz – batería, percusión (1996-2012)

## Discografía
- Pollywog Stew (1981)
- Cooky Puss EP (1983)
- Licensed to Ill (1986)
- Paul's Boutique (1989)
- Check Your Head (1992)
- Ill Communication (1994)
- Hello Nasty (1998)
- To the 5 Boroughs (2004)
- The Mix-Up (2007)
- Hot Sauce Committee Part Two (2011)